# Élections législatives américaines de 2010
Des élections législatives de mi-mandat se tiennent aux États-Unis le mardi 2 novembre 2010. Lors de ces élections de mi-mandat sous la présidence de Barack Obama, les 435 sièges de la Chambre des représentants sont renouvelés, ainsi qu'un peu plus d'un tiers du Sénat. Au niveau des États, 37 des 50 gouverneurs sont élus.
Elles se soldent par une forte poussée républicaine, l'une des plus lourdes défaites démocrates de l'après-guerre et l'élection de plusieurs personnalités du nouveau Tea Party. Si les républicains deviennent majoritaire à la Chambre, les démocrates parviennent à conserver le Sénat.

## Cadre institutionnel et mode de scrutin
Un nombre de sièges est attribué à chaque État en fonction de sa population, telle qu’elle est établie par le recensement décennal. Un État doit cependant avoir au moins un représentant. Le nombre total de sièges est de 435, et ce depuis 1963. À ces 435 membres ayant le droit de vote, il faut ajouter cinq membres sans droit de vote représentant le district de Colombia, les Samoa américaines, Guam, les Îles Mariannes du Nord et les Îles Vierges des États-Unis. Enfin, Porto Rico élit un ‘’Resident Commissionner’’, ne possédant pas non plus le droit de vote.
Les États sont divisés en autant de circonscriptions qu’ils ont de sièges, chaque circonscription élisant donc un représentant. Les États révisent généralement leur découpage électoral après chaque recensement décennal, puisque ce découpage doit refléter approximativement la répartition de la population.
Pour être éligible au poste de représentant, un individu doit avoir au moins 25 ans, être citoyen américain depuis au moins 7 ans et être un habitant de l’État (mais pas forcément de la circonscription) qu’il souhaite représenter.
Les élections législatives se déroulent tous les deux ans, les années paires, en novembre.  Depuis 1967, le scrutin proportionnel est interdit et le mode de scrutin le plus utilisé est le scrutin uninominal à un tour. Seuls les États de Louisiane et de Washington utilisent des systèmes proches d’un scrutin uninominal à deux tours. Les sièges qui deviennent vacants durant une législature sont renouvelés grâce à des élections partielles, sauf si la vacance intervient à une date trop proche des prochaines élections.
Le mandat des représentants est de 2 ans, de même que celui des membres sans droit de vote. Seul le ‘’Resident Commissioner’’ de Porto Rico est élu pour un mandat de 4 ans.

## Contexte
Depuis les élections de 2006, le Parti démocrate est majoritaire à la Chambre des Représentants. Cette majorité a été confirmée dans la foulée de la présidentielles de 2008. En 2010, le parti majoritaire détient 253 sièges à la Chambre des représentants.
Affaibli par ses défaites de 2006 et 2008, le Parti républicain, qui détient 178 sièges à la Chambre, n'a pu empêcher l'adoption de la réforme de l'assurance santé en 2010.

### Prélude
Dépassé sur sa droite par un mouvement populiste Tea Party qu'il peine à canaliser à son profit, le parti de Lincoln a cependant remporté une victoire symbolique en janvier 2010 lors d'une élection législative partielle à Hawaï (élection du républicain Charles Djou dans un district où Obama a obtenu plus de 70 % des voix lors de l'élection présidentielle).
Quelques mois plus tard, le représentant démocrate Charles Rangel, président de la commission parlementaire chargée des questions fiscales, a été accusé de corruption et de fraude. Une autre représentante de la majorité, Maxine Waters, a été mise en cause dans un scandale comparable. Le procès de Rangel devant la commission d'éthique du Congrès, a lieu moins de deux mois avant les élections.

### Rapport aux présidentielles de 2012
Les résultats de ces élections n'ont pas empêché réélection, en 2012, de Barack Obama à la présidence. Toutefois, en chute dans les sondages, dans un contexte de morosité économique, Obama semblait alors être mis en difficulté par une victoire des républicains. Tout en reconnaissant les mauvais chiffres du chômage, le président a déclaré que les élections de mi-mandat offriront « un choix entre la politique qui nous a mis dans ce pétrin et ma politique, qui nous a sortis de ce pétrin ».

## Résultats

### Résultats à la Chambre des représentants

Maintien du Parti démocrate
Maintien du Parti républicain
Gains du Parti républicain

| Partis | Partis            | Chef de file | Sièges obtenus | % de sièges | Voix       | %      |
| ------ | ----------------- | ------------ | -------------- | ----------- | ---------- | ------ |
|        | Parti républicain | John Boehner | 239            | 56 %        | 42 702 686 | 52,5 % |
|        | Parti démocrate   | Nancy Pelosi | 188            | 44 %        | 36 150 077 | 44,4 % |

### Résultats au Sénat

Maintien d’un démocrate
Maintien d’un républicain
Prise républicaine

37 des 100 sièges du Sénat sont renouvelés durant ces élections, soit les 34 qui ont été élus durant les élections de 2004, qui avaient été remportées par les républicains (18 sièges contre 16). Trois sénateurs, du Delaware, de New York, et de Virginie-Occidentale sont aussi exceptionnellement renouvelés.
| Partis | Partis            | Chef de file    | Sièges obtenus | Voix       | %      | Composition finale |
| ------ | ----------------- | --------------- | -------------- | ---------- | ------ | ------------------ |
|        | Parti républicain | Mitch McConnell | 24             | 33 683 792 | 49,7 % | 47 (+6)            |
|        | Parti démocrate   | Harry Reid      | 13             | 30 308 902 | 44,4 % | 51 (-6)            |